# 佩里亞姆鄉
46°03′N 20°52′E / 46.050°N 20.867°E
佩里亞姆鄉（羅馬尼亞語：Comuna Periam, Timiș），是羅馬尼亞的鄉份，位於該國西部，由蒂米什縣負責管轄，面積98平方公里，海拔高度93米，2002年人口4,349，人口密度每平方公里44人。